# Rede Wladimir Putins auf der 43. Münchner Konferenz für Sicherheitspolitik

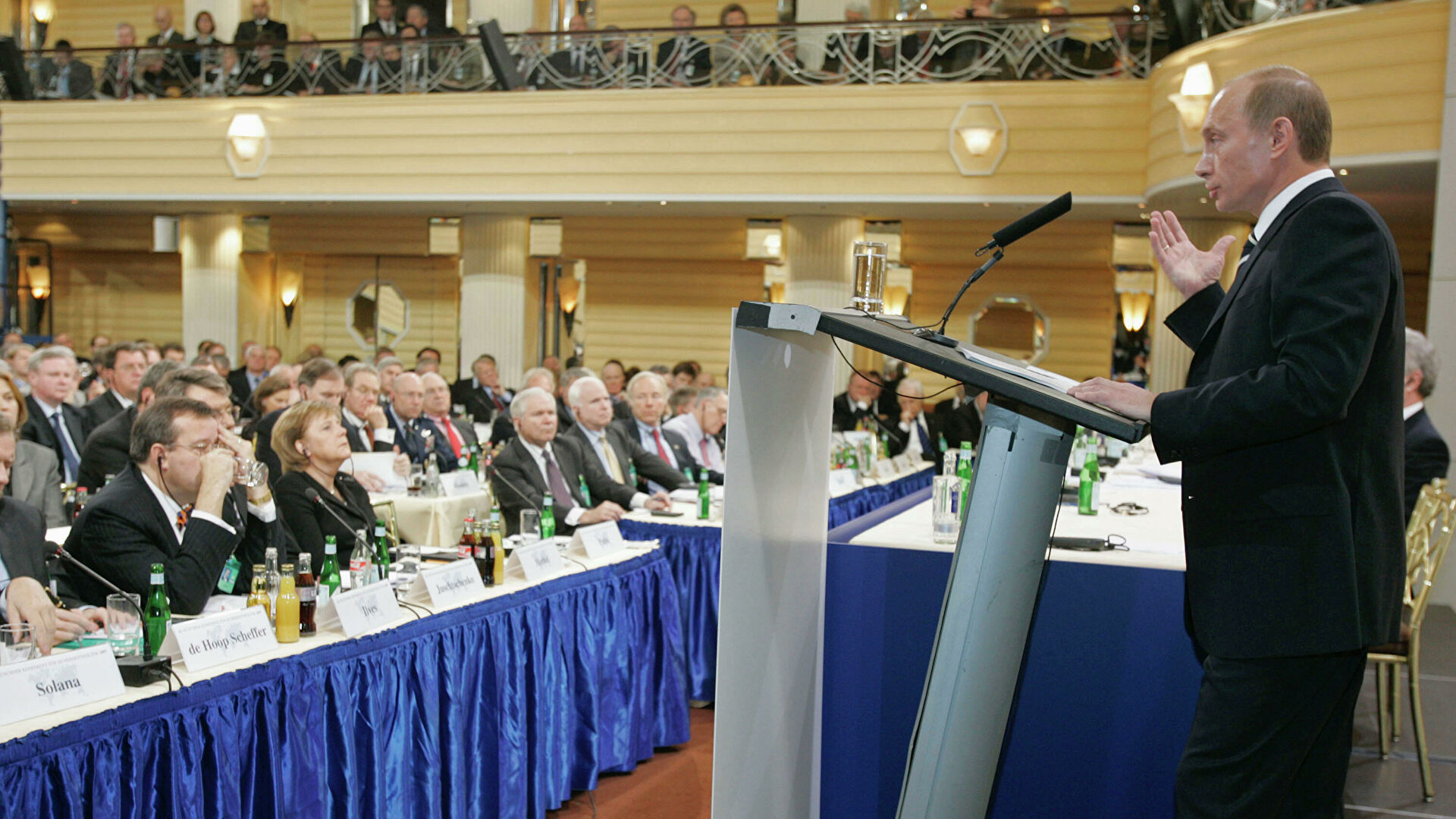
Putin in München (2007)

Putins Rede auf der 43. Münchner Konferenz für Sicherheitspolitik war die erste Rede eines russischen Staatsoberhaupts auf der Sicherheitskonferenz. Schwerpunkte der Rede Wladimir Putins am 10. Februar 2007 waren die „Unipolare Weltordung“, die NATO-Osterweiterung, der Raketenschutzschild der USA in Polen und Tschechien, die Abrüstung und das iranische Atomprogramm.

## Inhalt
Die Teilnahme von Wladimir Putin war der erste Auftritt eines russischen Staatspräsidenten auf der Münchner Konferenz für Sicherheitspolitik. Zu Beginn seiner Rede sagte Putin, die Sicherheitskonferenz biete ihm die Gelegenheit, einmal ohne „diplomatische Rücksichten“ zu sagen, was er denke.
Putins Sprecher Dmitri Peskow hob hervor, dass die Rede zeigen sollte, dass Russland aufgrund seiner gewachsenen Rolle auf der Weltbühne Anspruch auf Mitsprache erhebe und nannte die Rede einen „Alarmruf“. Es gehe „nicht um Konfrontation sondern um Sorge“.

### Kritik einer monopolaren Welt

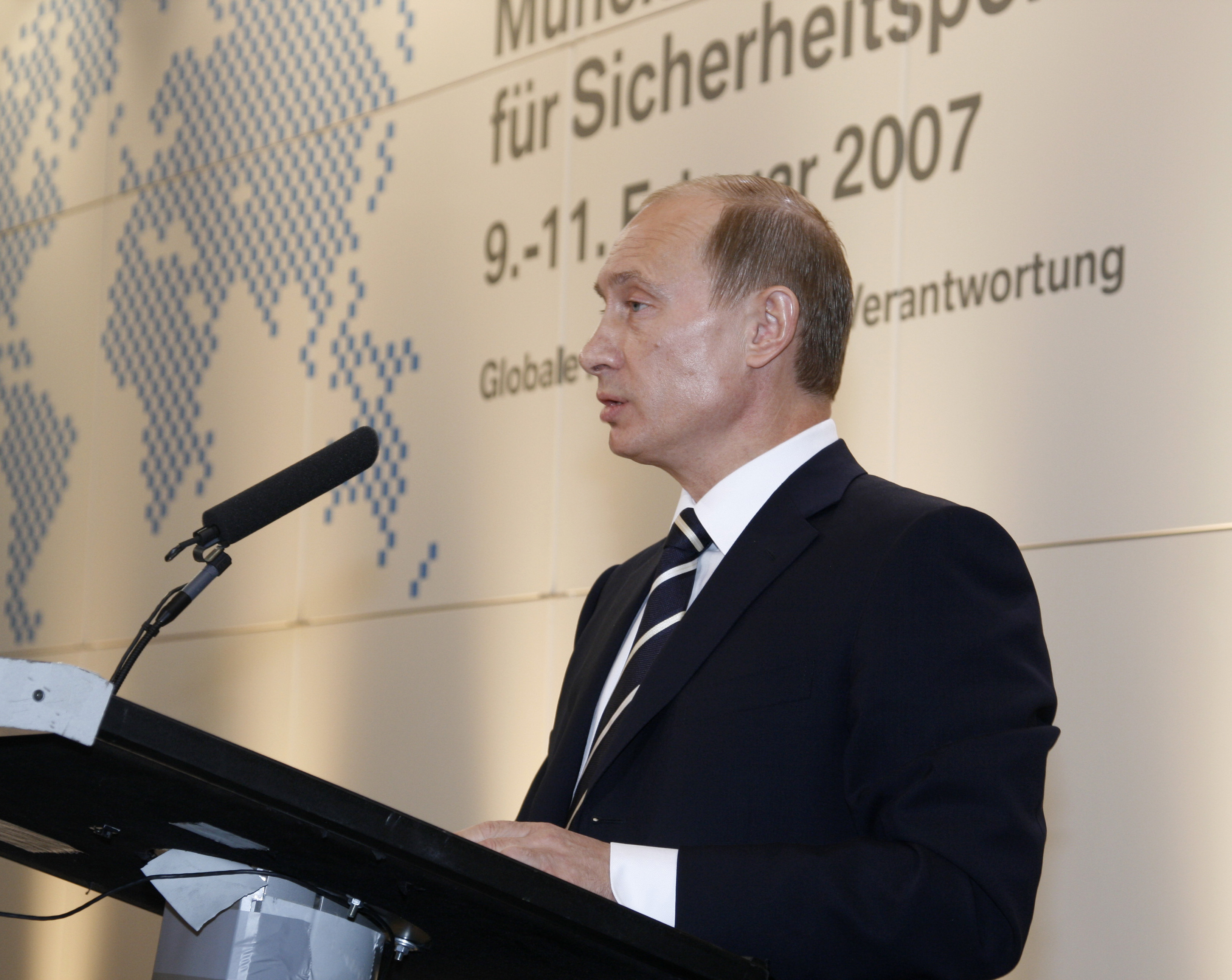
Wladimir Putin auf der 43. Münchner Konferenz für Sicherheitspolitik

In seiner Rede unterstellte Putin den USA das Streben zu „monopolarer Weltherrschaft“, sie hätten „ihre Grenzen in fast allen Bereichen überschritten“. In den „militärischen Abenteuern“ kämen Tausende von friedlichen Menschen ums Leben. Anderen Staaten würden „Regeln aufgedrängt, die sie nicht wollen“. Wem könne das schon gefallen, fragte Putin.

„Eine monopolare Welt, das heißt: ein Machtzentrum, ein Kraftzentrum, ein Entscheidungszentrum. Dieses Modell ist für die Welt unannehmbar. Es ist vernichtend, am Ende auch für den Hegemon selbst.“

Das „monopolare Modell“ habe in dieser Welt keinen Bestand, weil es keinen moralischen und ethischen Bestand hat, argumentierte Putin. Putin warnt EU und NATO davor, allein als Konfliktlöser auftreten zu wollen. Es gebe eine fast ungezügelte Anwendung von Gewalt, das Völkerrecht werde zunehmend missachtet. Niemand fühle sich sicher. Grundlage für den Einsatz von Waffen könnten jedoch nur die Statuten der Vereinten Nationen sein. Man solle die Vereinten Nationen nicht durch EU oder NATO ersetzen.

### Kritik der NATO-Osterweiterung
Die NATO-Osterweiterung kritisierte Russlands Präsident massiv, weil deren militärische Infrastruktur „bis an unsere Grenzen“ heranreiche. Der russische Präsident warnte die NATO vor „ungezügelter Militäranwendung“. Nordatlantik-Allianz und Europäische Union würden anderen Ländern ihren Willen aufzwingen. Putin kritisierte: „Die Garantien, die uns gegeben wurden, wurden nicht eingehalten. Ist das normal?“ Mit „Garantien“ meinte Putin angebliche mündliche Zusicherungen an Michael Gorbatschow 1990, auf eine weitergehende Verlegung der NATO-Grenzen nach Osten zu verzichten, was Gorbatschow selbst als Mythos bezeichnete.

### Geplantes Raketenabwehrsystem in Polen und Tschechien
Putin kritisierte den von den USA geplanten Aufbau eines Raketenabwehrsystems in Polen und Tschechien, der mit einer Bedrohung durch „Schurkenstaaten“ wie dem Iran begründet wurde. Putin hielt dagegen: Der Iran bedrohe Europa nicht, da die Reichweite der iranischen Raketen zu kurz sei. Keiner der Problemstaaten habe Raketen mit Reichweiten von 5000 bis 8000 Kilometern, die über Europa abgefangen werden müssten.

## Resonanz

### Reaktionen der Politik
NATO-Generalsekretär Jaap de Hoop Scheffer reagierte verärgert und sah „einen Bruch“: Die Äußerungen von Putin würden nicht zur viel beschworenen „Partnerschaft zwischen Russland und der Nato“ passen. Scheffer zeigte sich enttäuscht und bekundete sein Unverständnis für Putins Äußerung gegen die NATO-Osterweiterung. Wörtlich fragte er: Wie könne man sich denn sorgen, „wenn Demokratie und Rechtsstaat näher an die Grenzen rücken“?
Der CDU-Außenpolitiker und seinerzeit Oppositionsführer im Berliner Abgeordnetenhaus, Friedbert Pflüger, teilte die Enttäuschung Scheffers. Man habe von Putin eine Rede zur strategischen Partnerschaft zwischen NATO und Russland erwartet, „aber davon war er weit entfernt“. Bei Putin sei „viel Verletzung“ spürbar gewesen, „Verletzung über die verlorene Weltmachtrolle“, bewertete Pflüger die Rede.
Verteidigungsminister Franz Josef Jung (CDU) äußerte Verständnis für die Sorgen Putins und erklärte: „Ich hoffe, wir können beim nächsten Nato-Russland-Rat darüber sprechen“.
Der SPD-Vorsitzende Kurt Beck zeigte sich beeindruckt von Putins Offenheit und wies Sorgen um einen neuen Kalten Krieg zurück. Beck forderte: „Man muss den Dialog mit Russland intensiver führen.“ Der SPD-Außenexperte Karsten Voigt wies darauf hin, dass es Putin nicht um die Meinungen der Konferenzteilnehmer gegangen sei, sondern die Rede an die Öffentlichkeit gerichtet gewesen sein.
Der ehemalige Vorsitzende des NATO-Militärausschusses, Klaus Naumann, attestierte Putin eine verpasste Chance und verspielte Sympathien: Putin habe versucht, den Eindruck eines starken Russlands zu erwecken, tatsächlich aber sei das Land „schwach“.

### Bewertung in den Medien 2007
- Jochen Bittner schrieb in der Zeit: „Putins Frontalangriff auf die Supermacht Amerika erklärt sich wohl nur zum Teil aus den Verletzungen, die der russischen Seele seit Ende des Kalten Kriegs zugefügt worden sind. Welche Demütigungen hat sich das ehemalige Sowjetreich nicht bieten lassen müssen seit 1990. Es hat mitansehen müssen, wie der entfesselte Riese Amerika den Irak angriff, 1990; dulden müssen, wie Nato-Truppen im ehemaligen Jugoslawien aufschlugen; nicht verhindern können, dass Bush II 2004 schließlich den Irak eroberte. Zu Sowjetzeiten wären all diese frechen Interventionen im geopolitischen Schutzradius Moskaus undenkbar gewesen. […] Zu den gefühlten Rücksichtslosigkeiten, die Putin offenbar schon länger zu schaffen machten, zählte er in München insbesondere die Osterweiterung der Nato und die Pläne Washingtons, in Polen und Tschechien Elemente seines Raketenabwehrschirms zu installieren.“[3]

- Hans-Jürgen Leersch befand in der Welt: „Russland ist reich und selbstbewusster geworden. Entsprechend tritt Putin auf. Der Präsident hat sich weitere Themen notiert. Einen Teil seines Manuskripts arbeitet er noch um, während Merkel spricht. Konferenzteilnehmer, die das beobachten, kommen zum Ergebnis, dass Putin seine Thesen höchstpersönlich formuliert hat und seine Schüsse auf Amerika und Nato nicht von Heckenschützen im Kreml vorformuliert worden sind.“[5]